# پارگین (فیلم)
«پارگین» (انگلیسی: Cloaca (film)) فیلمی در ژانر کمدی-درام است که در سال ۲۰۰۳ منتشر شد.